# UPark Festival
UPark Festival — музичний фестиваль, який проходить у Києві
Перший фестиваль відбувся 6 і 8 липня 2016 року. Гедлайнерами тоді стали RHCP і Muse, за участі The Kills, Hurts, Poets of the Fall 
 та українського гурту The Hardkiss. Засновник — Микола Ісідоров.

## Історія

### 2016

Афіша фестивалю

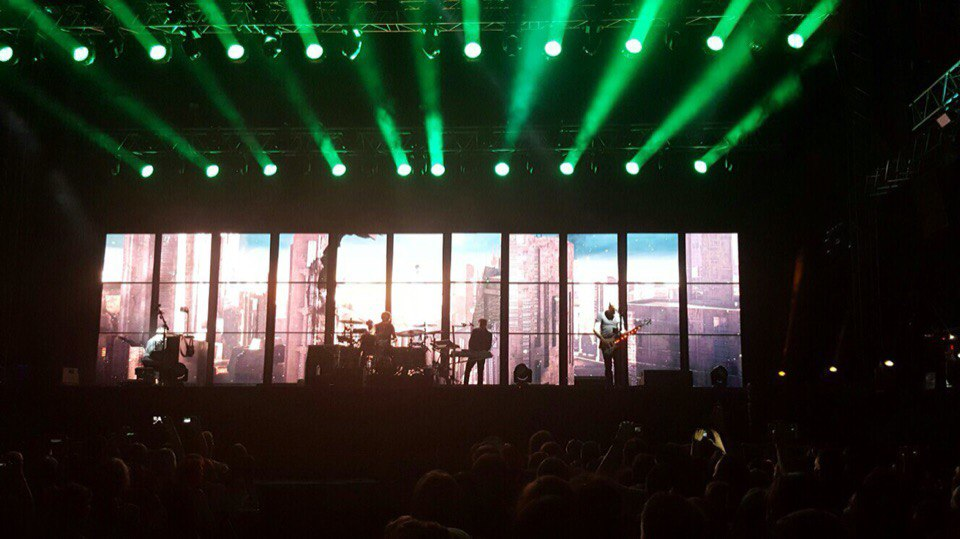
Виступ гурту Muse

Переговори з гуртом Muse велись майже рік та команді фестивалю прийшлось знімати відео, аби ті впевнилися в безпечності перебування у місті, а з RHCP — 7 місяців. На стадіоні розмістили фудкорти, активності від Z-Games.
Гурт Red Hot Chili Peppers мав проблеми зі звуком, організатори заявили, що проблеми мав звукорежисер гурту.

### 2018
У листопаді 2017 організатори оголосили про UPark 2018, що пройде 25 липня на новій локації — Арці дружби народів. Гедлайнером став британський гурт Gorillaz. 24 січня 2018 оголошено, що 26 липня буде другий день фестивалю і його гедлайнером буде Massive Attack.
29 березня організатори заявили про перенесення фестивалю на стадіон «Динамо».

### 2019
11 грудня 2018 організатори оголосили першого учасника 2019 року, ним став гурт SWMRS. Через декілька годин був також оголошений перший хедлайнер фестивалю: The Prodigy. Разом з цим стало відомо про дати проведення фестивалю (16-18 липня 2019 року) і про нову локацію: у цьому році нею став Sky Family Park. 4 березня 2019 року помер соліст гурту The Prodigy, Кіт Флінт. 5 березня на офіційній сторінці гурту в мережі Facebook було оголошено про миттєве скасування всіх концертів гурту. Таким чином організатори вимушені були терміново замінити одного з гедлайнерів фестивалю в 2019 році. На порятунок організаторам прийшов гурт Die antwoord.
Зате інший відомий співак Джаред Лето відзначився тим, що після концерту, прогулюючись Києвом, дав імпровізований концерт на пішоходному мосту.

## Учасники

#### 2016
| 6 липня               | 8 липня           |
| --------------------- | ----------------- |
| Red Hot Chili Peppers | Muse              |
| The Kills             | Hurts             |
| Nothing but Thieves   | Poets of the Fall |
| The Hardkiss          | My Vitriol        |
| The Hardkiss          | ШАNA              |

#### 2018
| 25 липня | 26 липня       |
| -------- | -------------- |
| Gorillaz | Massive Attack |
| Туве Лу  | Bonobo         |
| Kaleo    | Young Fathers  |

#### 2019
| 16 липня             | 17 липня               | 18 липня     |
| -------------------- | ---------------------- | ------------ |
| Bring Me the Horizon | Thirty Seconds to Mars | Die Antwoord |
| Nothing but Thieves  | Rag'n'Bone Man         | Іван Дорн    |
| SWMRS                | Pale Waves             | MØ           |
| TBPOFT               | AJR                    | Missio       |